# Tôma Aquinô Maeda Manyō
Tôma Aquinô Maeda Manyō (トマス・アクィナス 前田 万葉 3 tháng 3 năm 1949 –) là một Hồng y người Nhật Bản của Giáo hội Công giáo Rôma. Ông hiện là Tổng giám mục chính tòa Tổng giáo phận Osaka và Phó chủ tịch Hội đồng Giám mục Nhật Bản. Trước khi đảm trách cương vị Tổng giám mục, ông từng đảm nhận vị trí Giám mục chính tòa Giáo phận Hiroshima.

## Tiểu sử
Tổng giám mục Thomas Aquino Manyo Maeda sinh ngày 3 tháng 3 năm 1949, tại Tsuwasaki, Kami Goto, thuộc Nhật Bản. Sau quá trình tu học dài hạn tại các chủng viện theo quy định của phía Giáo luật, ngày 19 tháng 3 năm 1975, Phó tế Maeda, 26 tuổi, tiến đến việc được truyền chức linh mục. Tân linh mục là thành viên của linh mục đoàn Tổng giáo phận Nagasaki.
Sau hơn 35 năm thực hiện các hoạt động mục vụ tôn giáo trên phạm vi thẩm quyền của một linh mục, ngày 13 tháng 6 năm 2011, tin tức từ Tòa Thánh loan báo việc Giáo hoàng đã tuyển chọn linh mục Thomas Aquino Manyo Maeda, 62 tuổi, gia nhập Giám mục đoàn Công giáo Hoàn vũ, với chức danh được bổ nhiệm là Giám mục chính tòa Giáo phận Hiroshima. Lễ tấn phong cho vị giám mục tân cử được  tổ chức sau đó vào ngày 23 tháng 9 cùng năm, với phần nghi thức tấn phong được cử hành cách trọng thể bởi 3 giáo sĩ cấp cao. Chủ phong cho vị tân chức là Giám mục Joseph Atsumi Misue, Nguyên Giám mục chính tòa Giáo phận Hiroshima. Hai vị còn lại, với vai trò phụ phong, gồm có Tổng giám mục Leo Jun Ikenaga, S.J., Tổng giám mục Tổng giáo phận Osaka và Tổng giám mục Joseph Mitsuaki Takami, P.S.S., Tổng giám mục Tổng giáo phận Nagasaki. Tân giám mục chọn cho mình khẩu hiệu: Không phải để được phục vụ, nhưng là để phuc vụ (Non ministrari sed ministrare).
Nhiệm vụ giám mục Hiroshima của Giám mục Thomas Aquino Manyo Maeda chấm dứt đột ngột vào ngày 20 tháng 8 năm 2014, với thông báo từ Tòa Thánh công bố việc tuyển lựa vị Giám mục 65 tuổi kế vị chức Tổng giám mục chính tòa Tổng giáo phận Osaka.
Ngoài các chức danh do Tòa Thánh bổ nhiệm, Tổng giám mục Meada hiện đang kiêm nhiệm thêm vị trí Phó CHủ tịch Hội đồng Giám mục Nhật Bản, kể từ ngày được bầu chọn là 17 tháng 6 năm 2016. Ngày 20 tháng 5 năm 2018, Giáo hoàng thông báo vinh thăng ông tước vị Hồng y.